# Pasożyt polikseniczny
Pasożyt polikseniczny – pasożyt, który nie jest powiązany z jednym gatunkiem żywiciela, lecz bytuje u wielu różnych gatunków. Zwany również wielożywicielowym. Przykładem może być włosień kręty, którego żywicielami może być świnia, człowiek, jak również wiele innych gatunków.